# Абрикосовая улица (Сочи)
Абрико́совая у́лица — улица в микрорайоне Заречный в Центральном районе города Сочи, Краснодарский край, Россия.

## Расположение
Проходит по склону горы, поднимаясь снизу наверх и спрямляя улицу Макаренко, ответвляясь от неё и соединяясь в конце. На всём своём протяжении с одной стороны обсажена редким в России деревом — гинкго (в переводе «серебряный абрикос»). Есть массив эвкалипта.

## История
Улицу, как и весь микрорайон, на две примерно равные части делит засыпанный овраг. В 1987 году во время начала застройки средней части микрорайона Корчагинский в нижней его части был построен городок строителей, состоящий из бараков, столовой и складов стройматериалов. В виду нахождения грунтовых вод в этом районе крупное строительство не представляется возможным. Ныне на месте городка строителей в районе дома № 17 также сохраняется большое открытое пространство: одноэтажное здание столовой отдано Отделению полиции № 1 и паспортному столу. Часть бараков снесена, и площади используются под автостоянку, что существенно разгружает, хотя и не спасает полностью, от автомобилей ближайшие дворы.

## Достопримечательности
- № 12 — Кинотеатр «Сочи»
- # 15-а — Отделение женской консультации #2
- № 21-а — Городская поликлиника № 1[2]
- № 23 — МОУ Гимназия № 6
- № 25 — Почта России, отделение № 3[3]

## Транспорт
По улице ходят следующие автобусы: в обе стороны — № 3, 4, 19, 43, 95, 35. 
В одну сторону — № 38, 2M.

## В популярной культуре
- Название именно этой улицы звучит в ряду других сочинских улиц в известной песне Ю. М. Антонова «На улице Каштановой».
- В фильме «Лидер» главный герой в одной из сцен бежит сначала по Абрикосовой улице и тут же оказывается на Кубанской улице, которая находится на другом конце города.